# II. Ulászló lengyel fejedelem
Száműzött Ulászló (lengyelül: Władysław Wygnaniec; Krakkó, Lengyelország, 1105 körül – Altenburg, Német-római Birodalom, 1159. május 30.), a Piast-dinasztiából való lengyel fejedelem 1138 és 1146 között, valamint sziléziai, sandomierzi, nagy-lengyelországi, kujáviai, wrocławi és pomerániai herceg II. Ulászló néven. A sziléziai Piastok őse, a Wrocławi-ág megalapítója.
Ulászló volt III. Ferdeszájú Boleszláv lengyel fejedelem és első felesége, Kijevi Szbiszlava Szvjatopolkovna fejedelemné elsőszülött fia. Felesége, Babenbergi Ágnes, III. Lipót osztrák őrgróf leányától származó gyermekei között van többek között Hosszú Boleszláv wrocławi fejedelem, a későbbi IV. Görbelábú Mieszko krakkói fejedelem, valamint Richeza, aki első férje, VII. Alfonz király jogán Kasztília és León királynéja volt.
Az ifjú Ulászló még apja életében Sziléziáért felelt. III. Boleszláv fejedelem 1138-as halálával országa, végrendelete szerint feloszlott négy fia között, melyek közül Ulászló kapta a seniori országrészt, ezzel a legfelsőbb hercegi rangot. Kezdetben sikeresen vette fel a versenyt testvéreivel szemben, szövetséget kötött a Kijevi Russzal, a Cseh Fejedelemséggel és a Német-római Birodalommal is. Miután a testvérei lázongásai miatt hadjáratot indított a juniori országrészek és fivérei ellen, a kezdeti sikerek után kemény fellépései miatt elégedetlenség lépett fel vele szemben. Megítélésén tovább rontott, hogy megvakította és elűzte az ország nádorát, Piotr Włostowicot. 1146-ban végül családjával együtt menekülni kényszerült, kezdetben II. Ulászló cseh fejedelemnél, majd III. Konrád német király, végül Barbarossa Frigyes német-római császár udvarában talált menedéket. Sosem adta fel törekvéseit, hogy visszatér országába és visszaszerzi hatalmát, ám ez végül csak fiainak sikerült, ő maga 1159-ben, Altenburgban hunyt el.

## Származása, ifjúkora
Ulászló 1105 körül született Krakkóban, a Piast-dinasztia tagjaként. Apja a lengyel fejedelem, III. Ferdeszájú Boleszláv, aki I. Ulászló Herman fejedelem és Csehországi Judit fia volt. Apai nagyapai dédszülei I. Kázmér lengyel fejedelem és Dobronyega Vlagyimirovna (Vlagyimir Szvjatoszlavics kijevi nagyfejedelem leánya), míg apai nagyanyai dédszülei II. Vratiszláv cseh király és Magyarországi Adelhaid (I. András magyar király leánya) voltak.
Édesanyja a Rurik-dinasztiából való Szbiszlava Szvjatopolkovna, aki Szvjatopolk Izjaszlavics kijevi nagyfejedelem és ismeretlen nevű első felesége (feltehetően cseh hercegnő) leánya volt. Anyai nagyapai dédapja Izjaszláv Jaroszlavics nagyfejedelem, míg apai nagyanyai dédszülei – feltehetően – II. Spytihněv cseh fejedelem és Wettin Ida (II. Dietrich wettini gróf leánya) voltak. Mivel apai nagyanyai dédapja és anyai nagyanyai dédapja testvérek lehettek, így szülei feltételezhetően másod-unokatestvérek voltak.
Ulászló volt szülei elsőszülött fiúgyermeke. Rajta kívül egy ismeretlen nevű leánytestvére született, aki életéről keveset tudunk. Apja második házasságából Bergi Salométól összesen tizenkét féltestvére származott. Köztük volt Ryksa, aki I. Magnus svéd király feleség lett; a későbbi IV. Boleszláv és III. Mieszko lengyel fejedelmek; továbbá Dobroniega Ludgarda, II. Dietrich lausitz-i őrgróf hitvese; Judit hercegnő, akinek első férje a későbbi II. László magyar ellenkirály volt; valamint Henrik sandomierzi herceg; továbbá Ágnes, Msztyiszláv Izjaszlavics felesége; és a későbbi II. Kázmér lengyel fejedelem is.
|  |                               |  |  |  |  |  |  |  |  |  |  |  |  |  |  |  |
|  | 4. Ulászló Herman             |  |  |  |  |  |  |  |  |  |  |  |  |  |  |  |
|  |                               |  |  |  |  |  |  |  |  |  |  |  |  |  |  |  |
|  |                               |  |  |  |  |  |  |  |  |  |  |  |  |  |  |  |
|  | 2. Ferdeszájú Boleszláv       |  |  |  |  |  |  |  |  |  |  |  |  |  |  |  |
|  |                               |  |  |  |  |  |  |  |  |  |  |  |  |  |  |  |
|  |                               |  |  |  |  |  |  |  |  |  |  |  |  |  |  |  |
|  | 5. Csehországi Judit          |  |  |  |  |  |  |  |  |  |  |  |  |  |  |  |
|  |                               |  |  |  |  |  |  |  |  |  |  |  |  |  |  |  |
|  |                               |  |  |  |  |  |  |  |  |  |  |  |  |  |  |  |
|  | 1. Száműzött Ulászló          |  |  |  |  |  |  |  |  |  |  |  |  |  |  |  |
|  |                               |  |  |  |  |  |  |  |  |  |  |  |  |  |  |  |
|  |                               |  |  |  |  |  |  |  |  |  |  |  |  |  |  |  |
|  | 6. Szvjatopolk Izjaszlavics   |  |  |  |  |  |  |  |  |  |  |  |  |  |  |  |
|  |                               |  |  |  |  |  |  |  |  |  |  |  |  |  |  |  |
|  |                               |  |  |  |  |  |  |  |  |  |  |  |  |  |  |  |
|  | 3. Szbiszlava Szvjatopolkovna |  |  |  |  |  |  |  |  |  |  |  |  |  |  |  |
|  |                               |  |  |  |  |  |  |  |  |  |  |  |  |  |  |  |
|  |                               |  |  |  |  |  |  |  |  |  |  |  |  |  |  |  |
|  | 7. Csehországi N.             |  |  |  |  |  |  |  |  |  |  |  |  |  |  |  |
|  |                               |  |  |  |  |  |  |  |  |  |  |  |  |  |  |  |
|  |                               |  |  |  |  |  |  |  |  |  |  |  |  |  |  |  |

1105-ben Ulászló, minden valószínűség szerint még apja életében részesült a hatalomból. Néhány történész feltételezi, hogy Szilézia kijelölése Ulászlónak örökölt országrész gyanánt amiatt történt, mert 1138 előtt is már a tényleges hatalmat gyakorolta itt. Ez annál is inkább valószínű, mert valamikor 1125 és 1127 között Ulászló feleségül vette az osztrák Babenberg-házból való Ágnes hercegnőt, aki rokonságban volt a császári családdal. Mindenesetre a herceg felelt a sziléziai országrész biztonságáért az 1133 és 1135 között zajló csehekkel vívott háborúban. Ebben a vonatkozásban azonban Ulászló nem volt sikeres, mivel nem tudta megakadályozni a cseh katonaság pusztítását egészen az Oderán túlig. 1137-ben azonban politikai közeledés történt a cseh és lengyel hercegek között, Ulászló részt vett a német tárgyalásokon, ahol minden vitatott kérdést megoldottak, sőt, ő lett I. Szobeszláv cseh fejedelem és Magyarországi Adelhaid legkisebb fiának, a későbbi II. Vencelnek a keresztapja.

## Uralkodása

### Ferdeszájú Boleszláv végrendelete. II. Ulászló főherceg.

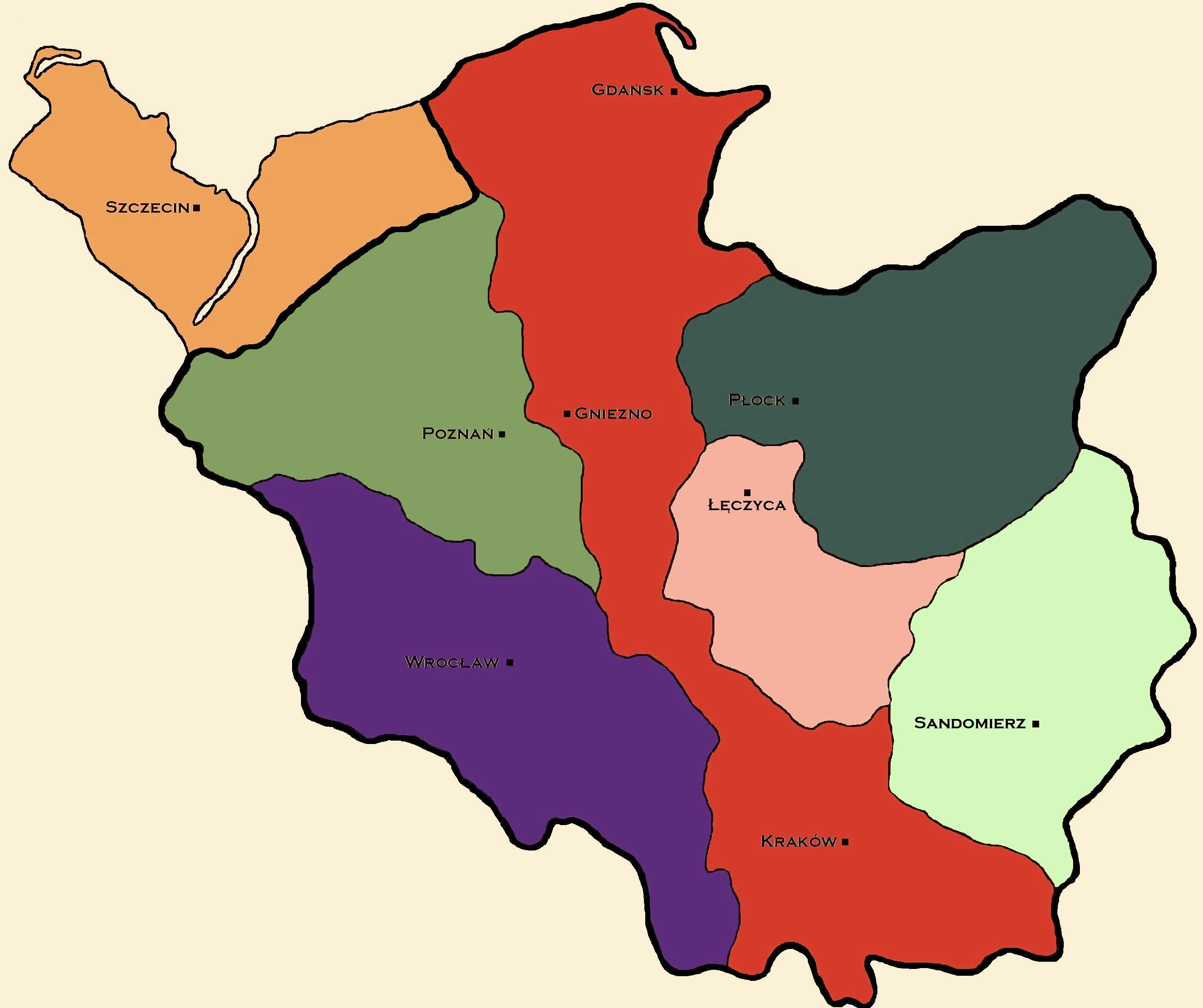
A széttagolt Lengyelország III. Boleszláv halálát követően:
Krakkói Hercegség II. Ulászlónak
Szilézia II. Ulászlónak
Mazóvia IV. Boleszlávnak
Nagy-Lengyelország III. Mieszkónak
Sandomierz Henriknek
Łęczyca Salome özvegy fejedelemnének
Vazallus Pomeránia

1138. október 28-án meghalt Ferdeszájú Boleszláv II Ulászló apja utolsó akarataként felosztva Lengyelországot fiai között. Ettől kezdve a legfelső hatalmat Lengyelországban III. Boleszláv legidősebb fia, II. Ulászló gyakorolta a seniori országrész kivételével (ez felölelte Kis-Lengyelországot, Nagy-Lengyelország keleti részét és Kujáviát) megkapta Sziléziát is örökségként és a Pomeránia uralmát. Öccse, Göndörhajú Boleszláv és Öreg Mieszko örökségül kapták Mazóviát és Nagy-Lengyelország nyugati részét Poznańnyal. Ezen felül Ulászlónak át kellett engedni hogy mostohaanyja, Bergi Salomei számára élete végéig Łęczycát özvegyi haszonélvezetként, valamint a jövőben (miután elérte nagykorúságát) Sandomierzi Henriknek átadni a sandomierzi hercegséget, melyet ideiglenesen (életfogytig) kihasítanak a seniori országrészből. A végrendelet nem szabályozta a legkisebb öcs, Igazságos Kázmér örökségét.
II. Ulászló, aki apja halálakor már felnőtt férfi volt, tízegynéhány éve házas ember, legalább két fia volt (Magas az 1127-ben született Boleszláv és az 1130 körül született Görbelábú Mieszko) biztosan számított arra, hogy Vitéz Boleszlávhoz, II. Mieszko Lamberthez és apjához hasonlóan neki is sikerül hamarosan egyesítenie Lengyelországot. Tekintve élettapasztalatát és katonai túlerejét öccsei felett, elvárható volt, hogy az egyesítés ezúttal is sikerrel jár.

### Első ellentétek fiatalabb testvéreivel
1141-ben robbant ki az első konfliktus Ulászló és fiatalabb testvérei között, amikor a királynő a senior tudta és beleegyezése nélkül hívta össze a főurak gyűlését Łęczycába, amelyen Ferdeszájú Boleszláv legkisebb lányának, Ágnesnek férjhezadásáról döntöttek, ami megfelelő szövetséges keresését jelentette. Legmegfelelőbb jelölt a házasságra a kijevi uralkodó, Vszevolod Olegovics valamelyik fia lett volna.
II. Ulászló megtudván a łęczycai eseményeket, gyors ellenintézkedést határozott el, melynek eredményeképpen a kijevi fejedelem nemcsak lemondott a fiatalabb testvérekkel kötendő szerződésről, hanem egy évvel később saját lányát, Zwienisławát adta férjhez a Piast-dinasztia legidősebb leszármazottjához, Magas Boleszlávhoz.
A kijevi Rusz segítsége jól jött 1142-1143 fordulóján, amikor Ulászló elhatározta, hogy megtámadja öccsei országrészeit. Ferdeszájú Boleszláv legidősebb fiának győzelméhez nem fért kétség, az Oroszországgal, Csehországgal és a császárral kötött szövetsége lehetővé tette számára, hogy nagylelkűen bánjon testvéreivel és meghagyta őket hatalmukban.

### A palatinus és további konfliktusok testvéreivel
II. Ulászló politikájára legnagyobb hatással a palatinus, Piotr Włostowic volt, aki Ferdeszájú Boleszláv mellett a legmagasabb pozíciót érte el az államban, mivel elfoglalta a testamentum tanácsadójának és végrehajtóának hivatalát. A főúr pozíciójára nagy befolyása volt még házasságának is, melyet még Boleszláv életében kötött Wszewołod Olegowicz húgával, ami lekötelezetté mind a Rurykowiczokat, mind a Piastokat felé. A palatinus hatalmát erősített még annak joga, hogy kinevezze a hivatalnokokat egész Lengyelországban a juniorok országrészében is. Ez olyan személlyé tette, akinek a döntésétől függ az állam sorsa.
1144. augusztus 27-én meghalt Ferdeszájú Boleszláv özvegye, Bergi Salomea. Ferdeszájú Boleszláv testamentumának szelleme szerint az özvegyi birtok, melyet neki juttatott, halála után vissza kellett volna szállnia a szeniori országrészre, de ebbe nem egyeztek bele a juniorok (Boleszláv és Mieszko), mivel a vitatott országrészt maguk akarták megszerezni, de az is lehet, hogy a fiatal Henriknek számára.
Ebben az esetben II. Ulászló lemondott Kijevi Vszevolod segítségéről. Maga a szenior a segítség érkezésére nem várva csapatait Göndörhajú Boleszláv és Öreg Mieszko hadserege ellen küldte, amelyek azonban a várakozás ellenére vereséget szenvedtek amazóviai vajdától, Wszebortól. Csak a ruszinok megérkezése fordította meg a csata és a háború menetét, lehetővé téve előnyös béke kötését. (Ulászló hozzácsatolta Łęczyca környékét a szeniori országrészhez, a ruszinoknak azonban segítségük fejében oda kellett adnia a korábban Lengyelországhoz tartozó várat Wiznában.)
Ezalatt tovább mérgesedett a viszály II. Ulászló és Piotr Włostowic között. A palatinus a szenior és juniorok polgárháborújában nem vett részt, arra törekedett, hogy csillapítsa az elfajuló nézeteltérést. Ez nem felelt meg Ulászlónak, aki azt várta a palatinustól, hogy egyértelműen kinyilvánítja, kinek az oldalára áll, annál is inkább, mivel egyre inkább gondolt arra, hogy teljesen megszünteti öccsei országrészeit. Piotr Włostowic, aki Ferdeszájú Boleszláv testamentumát kívánta végrehajtani, ebbe a megoldásba nem tudott belenyugodni, (annál is inkább, mert a juniorok eltávolítása után minden akadály elhárult volna a teljhatalmú vajda eltávolítása elől is).
Még 1145-ben úgy tűnt, hogy a végső megoldás ideje még nem jött el, amiről az is tanúskodik, hogy Piotr Włostowic meghívta Ulászlót fia esküvőjére. A következő év elején a szenior herceg mindent egy kártyára akart feltenni és le akart számolni a palatinussal. Ebből a célból mondvacsinált ürüggyel elfogatta, megvakíttatta, elkobozta minden vagyonát és száműzte az országból, ez kirobbantotta a főurak egy részének elégedetlenségét, akiket megfélemlített a herceg brutális fellépése. További problémát jelentett a száműzött Włostowic kiadása Rusznak, ahol a palatinus sikeresen meggyűlöltette a helyi hercegekkel korábbi urának politikáját (nem kellett nagyon törekednie erre, mivel Kijev szintén politikai változások idejét élte).

### Végső leszámolás kísérlete testvéreivel. Vereség és menekülés Németországba
1146 elején Ulászló minden kapcsolatot megszüntetett a juniorokkal, és elhatározta, hogy keleti segítség nélkül leszámol testvéreivel. Először úgy tűnt, hogy Ulászló győzelme csak idő kérdése, mivel a szeniornak minden gond nélkül sikerült elfoglalni Mazóviát és Boleszlávot és Mieszkót visszavonulásra kényszeríteni a védelmet adó Poznańba. Ott váratlan vereség érte Ferdeszájú Boleszláv legidősebb fiát. Ennek oka az volt, hogy a hátrahagyott országrészében az elégedetlenkedők felkelést robbantottak ki. A gyorsan erősödő felkelők oldalára állt az egyház is: a gnieznoi metropolita, Żnini Jakab kiátkozta Ulászlót, mivel nem volt hajlandó véget vetni a konfliktusnak, ez tovább növelte az elégedetlenkedők táborát. A vereséget végül az okozta, hogy a hercegek kitörtek az ostromlott Poznańból és egyúttal összehangolt támadást hajtottak végre a vár körül elrejtőzött juniorokhoz hű csapatok, és ez teljesen meglepte az Ulászló köré gyűlt embereket. A szenior kénytelen volt a határon túlra menekülni, hamarosan csatlakozott hozzá felesége Agnieszka is fiaival, miután sikertelenül próbálta megvédeni Krakkót. Így a juniorok győzelme teljes lett és Ulászló a szomszédok kénye-kedvére hagyatkozott.

### Száműzetésben Szászországban. III. Konrád sikertelen hadjárata
A herceg feleségével és fiaival II. Ulászló cseh fejedelem udvarába került, Prágába, de ez nem látott semmi hasznot abból, hogy az előző lengyel fejedelem nála tartózkodik, ezért Németország királyához, III. Konrádhoz küldte. Ulászló mindjárt a Hohenstauf udvarba érkezése után hűbéresküt tett az uralkodónak és kérte segítségét a trón visszaszerzése érdekében. Először úgy látszott, hogy nagyon hamar vissza fogja kapni a lengyel trónt. A juniorok elleni hadjárat ugyanis még 1146-ban elkezdődött, azonban az Odera áradása és Medve Albert szász herceg és Misni Konrád nyomása hatására sikertelenül fejeződött be.
II. Ulászló természetesen nem vesztette el reményét, hogy jobbra fordul sorsa, noha egyelőre megbékélt azzal, hogy elhalasztódik visszatérése, különösen mivel III. Konrád időigényes hadjáratra indult a Szentföldre. Átmenetileg azonban a herceg Altenburg várát kapta meg a hozzá tartozó birtokokkal.
Az elűzött uralkodó nem várva meg a német segítséget sorsának megváltoztatását feleségével, Babenberg Ágnessel együtt a pápától kérte – sikertelenül. Valójában Róma döntése hasznos volt, Gwidon pápai legátus rájuk és a hozzájuk hű lengyel püspökökre egyházi átkot mondott, azonban erő hiányában, mely ezt végrehajtotta volna, Ulászló helyzete változatlan maradt.

### Barbarossa Frigyes hadjárata Lengyelország ellen
1152-ben meghalt III. Konrád és a német trónt a fiatal, energikus Barbarossa Frigyes foglalta el, ami ismét felélesztette Ulászló reményét, hogy visszajut a lengyel trónra. Ulászló és Ágnes rábeszélésére 1157-ben megindult a hadjárat és noha német sikerrel végződött, a császár meglepetésre nem vetette fel az elűzött szenior visszatérésének kérdését, megelégedett azzal, hogy Göndörhajú Boleszláv hűbéresküt tett Krzyszkowoban és nem világos ígéreteket tett arra nézve, hogy visszatérhet-e Ulászló az örökölt Sziléziába.

### Halála és utódlása
A dinasztia volt szeniorja 1159. május 30-án halt meg. II. Elűzött Ulászlót bizonyára ott temették el, ahol utoljára tartózkodott, vagyis a szászországi Altenburgban. Felesége Babenberg Ágnes 1161 és 1163 között halt meg. Utánuk négy fiú maradt: I. Magas Boleszláv, Görbelábú Mieszko, I. Głogówi Konrád, valamint a gyerekkorában elhunyt Albert és a lányuk: Ryksa (Spanyolország királynője), akit először VII. Alfonz, Kasztilia királyához adtak feleségül, majd II. Berengár Rajmund Provence grófjához, végül Albert von Everstein grófhoz, aki 1185-ben halt meg. Az első szenior halála lehetővé tette, hogy fiai, Boleszláv és Mieszko négy évvel később visszatérhessenek Sziléziába.